# Distretto di Ignié
Ignié è un distretto della Repubblica del Congo, che fa parte del dipartimento di Pool. È composto dal centro abitato omonimo e dall'area rurale circostante.